# タイトエンド

タイトエンドのポジション例

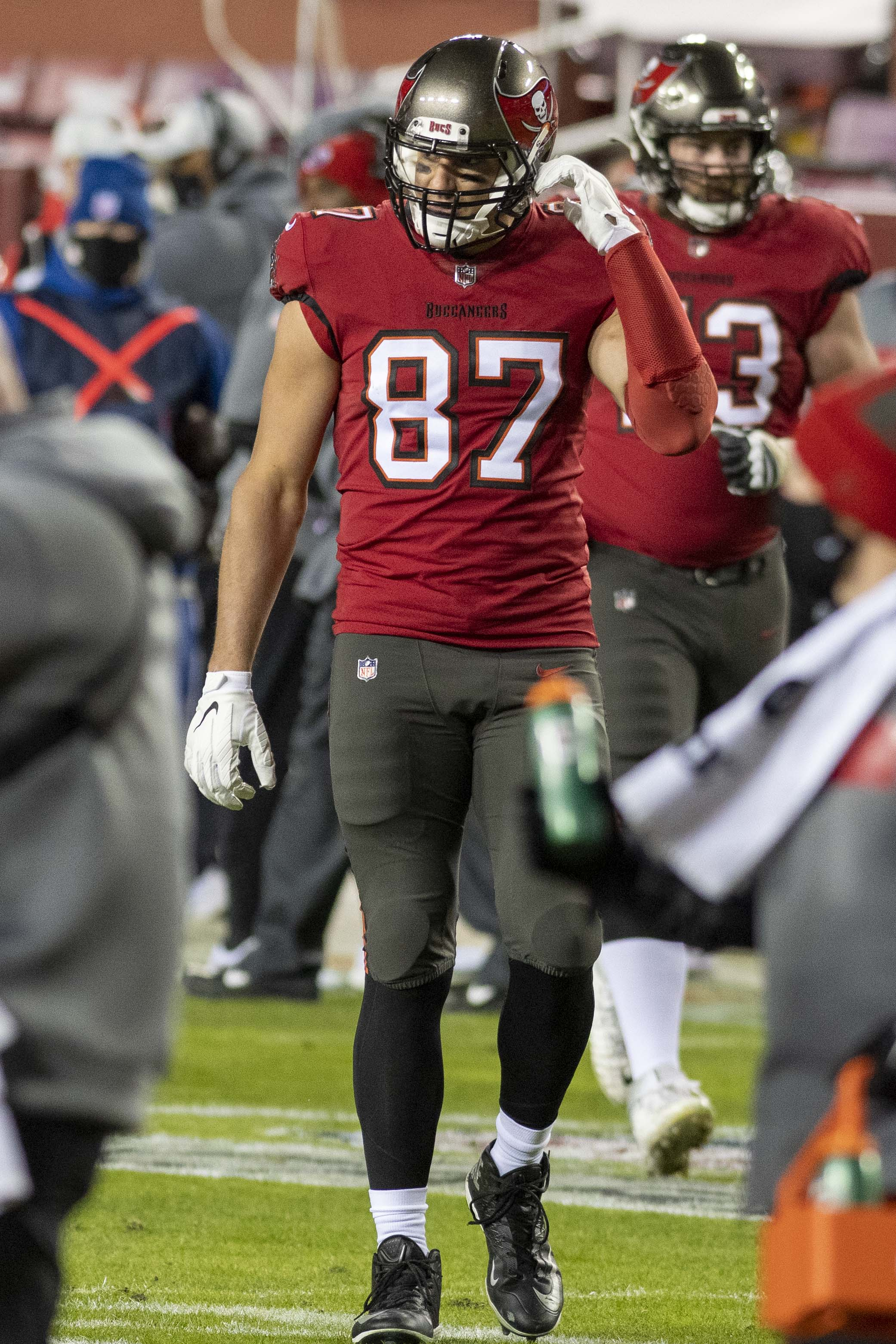
タンパベイ・バッカニアーズのロブ・グロンコウスキーは、身長198cm、体重120kgと現代の基準から見ても大型のタイトエンドである。

タイトエンド（TE）は、アメリカンフットボール、カナディアンフットボール、アリーナフットボールの攻撃側のポジションである。
タイトエンドはオフェンスラインとレシーバーの両方の特性を持つポジションであり、ブロックやパスプレーの両方に有力なポジションである。タイトエンドのこのような特性から、タイトエンドの役割は、コーチの作戦や哲学によってチームごとに大きな幅があり、もっぱらラインの選手として機能するタイトエンドが居る一方で、積極的にパスプレーに参加するタイトエンドもいる。

## 歴史
タイトエンドの誕生には、1940年代から1950年代にかけて自由な交代制が認められるようになったことが、密接に関連する。サッカーを起源に持つアメリカン・フットボールは元来、交代回数が制限されており、選手たちは攻撃も守備もこなしていた。そのため、オフェンスラインの選手はディフェンスラインやラインバッカー、レシーバーを担当する選手はディフェンスバックを担当したので、パスやブロックが上手いが、守備選手として機能しない選手の価値は低かった。
しかし、太平洋戦争の選手不足をきっかけとして、自由な交代が認められるようになり、選手の専門性を増し、今まで価値が低いとされていた選手もその能力を発揮するようになった。クリーブランド・ブラウンズのヘッドコーチのポール・ブラウンは、ラインにレシーバーを配置することの有効性を見いだし、その選手のブロッキング技術を向上させ、新たなパスプレーを開発することにより、タイトエンドというポジションを誕生させた。
1960年代、タイトエンドは主にラインの選手とのプレーを経て稀にレシーバーとして機能するのが主流であったが、マイク・ディトカが登場することにより、積極的にレシーバーとして活用され始めた。1980年代には、タイトエンドを活用した様々な攻撃が開発され、1990年代以降、シャノン・シャープ、トニー・ゴンザレスのように、チームのパスプレーのメインターゲットとして活躍する選手も現れている。2011年には、タンパベイ・バッカニアーズに所属するロブ・グロンコウスキーが、シーズン17タッチダウンと1327ヤードというタイトエンド記録を打ち立て、この年のNFLの最多レシーブ選手15人のうち6人がタイトエンドでNFL史上最多となり、パスプレーでのタイトエンドの存在感が増している。

## 役割

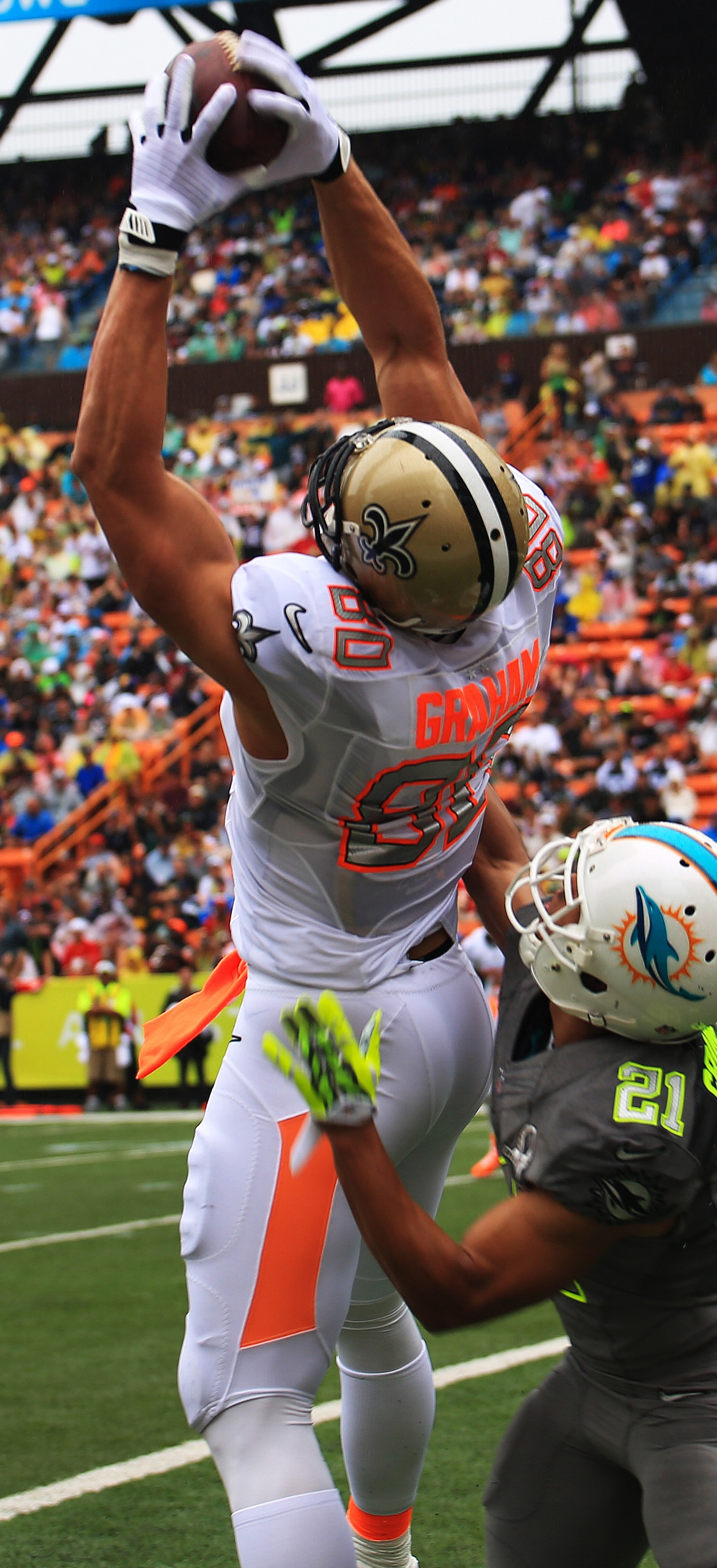
ボールをキャッチするTEジミー・グラハム

### ランプレー
ランプレーではラインの一員としてブロックに参加しランニングバックの走路を確保する。また、リバースプレーでボールをキャリーすることもある。

### パスプレー
パスプレーにおいてはレシーバーとしてショートレンジのパスを受けることや、パスプロテクションに参加し、クォーターバックがパスするまでの時間を稼ぐ場合もある。さらには一度パスプロテクションに参加した後、タイミングを見計らってスクリーンパスを受けたり、逆にランプレーと見せかけて前でフリーになってパスを受け取るプレーアクションパスを受けたり、そのリードブロッカーになったりと、戦術の要のポジションである。

## 身体的傾向
タイトエンドの選手は、通常、チームの中でも背が高く、パスのターゲットになる選手としては、レシーバーやランニングバックよりはスピードが劣る（バーノン・デービスのような俊足のタイトエンドも居る）。ラインの選手としてプレーする場合もあるので、体重もラインの選手やラインバッカー程ではないが重いのが普通である。

## 背番号
タイトエンドの背番号は、多くの州の大学や高校で1-49、80-99に制限されている。NFLではルールにより、40-49、80-89番を着用できると規定されていたが、2021年に行われたルール変更により、タイトエンドは1-49、80-89番を着用できるようになった。